# Чишмеле
Чишмеле (рум. Cișmele) — село у повіті Галац в Румунії. Входить до складу комуни Смирдан.
Село розташоване на відстані 187 км на північний схід від Бухареста, 12 км на північний захід від Галаца.

## Населення
За даними перепису населення 2002 року у селі проживала 1261 особа, усі — румуни. Усі жителі села рідною мовою назвали румунську.